# シギアブ
シギアブは、ハエ目シギアブ科（Rhagionidae）に分類される昆虫の総称。約22属720種が世界中に分布する。

## 形態
成虫は体長4-12mm、体色は淡褐色から褐色、または灰色で、しばしば黄色やオレンジの部分を持つ。複眼は、オスでは接するか少し離れ、メスの複眼は離れる。翅は透明か部分的に色づく。
幼虫は円筒形でウジ型となるが、ほとんどの種では幼虫が未知である。

## 生態
シギアブの生態は何種かについて知られているにとどまる。Chrysopilus 属や Rhagio 属などの成虫は、他の昆虫を捕食していることが報告されているが、口器の形態や実際の観察例の不足等から、成虫の生活様式は未だよくわかっていない。新熱帯地方では、シギアブの成虫が樹幹に止まっている様子が観察される。また幼虫についても知見が少ないが、Rhagio 属の幼虫が川辺などの湿った土壌から発見されることが知られており、同様に Chrysopilus 属の幼虫も水中生活をしていると考えられている。

## 分類

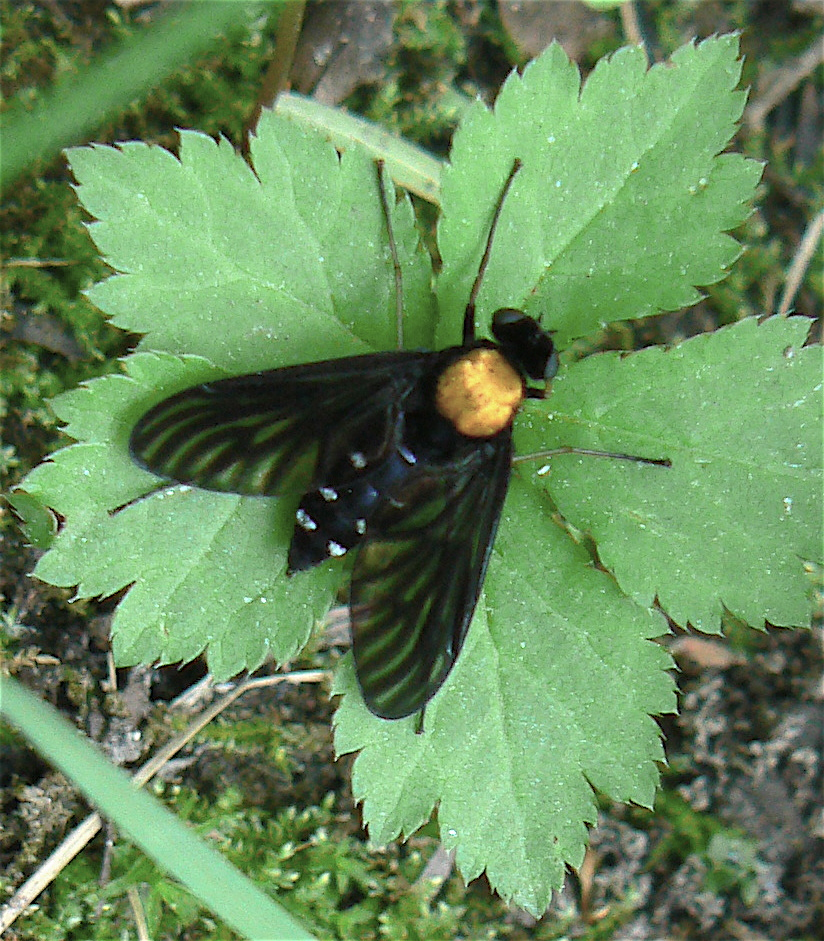
Chrysopilus thoracicus

シギアブ科はハエ亜目（短角亜目）アブ下目に分類される。かつては Atherix 属や Vermileo 属などがシギアブ科に含まれていたが、これらは独立の科（ナガレアブ科 Athericidae、アナアブ科 Vermileonidae）として分離されている。

### 属
- Alloleptis Nagotomi & Saigusa in Nagatomi, 1982 - スラウェシ島
- Arthroceras Williston, 1886 - 新北区、旧北区
- Arthroteles Bezzi, 1926 - エチオピア区
- Atherimorpha White, 1914 - オーストララシア, 新熱帯区、エチオピア区
- Austroleptis Hardy, 1914 - オーストララシア, 新熱帯区
- Bolbomyia Loew, 1850 タカネシギアブ属[2] - 新北区
- Chrysopilus Macquart, 1826 - 新北区、旧北区、エチオピア区、新熱帯区、東洋区
- Desmomyia Brunetti, 1912 -  旧北区、東洋区
- Litoleptis Chillcott, 1963 ナガトミシギアブ属[2] - 新北区、エチオピア区、新熱帯区
- Omphalophora Becker, 1900 - 新北区、旧北区
- Ptiolina Staeger in Zetterstedt, 1842 ヒメシギアブ属[2] - 新北区、旧北区
- Rhagio Fabricius, 1775 - 新北区、旧北区
- Schizella Bezzi, 1926 - フィリピン
- Solomomyia Nagatomi, 1982 - ソロモン諸島
- Spania Meigen, 1830 コガタシギアブ属[2] - 新北区、旧北区
- Spaniopsis Senior-White, 1914 - オーストララシア
- Spatulina Szilády, 1934 -旧北区
- Stylospania Frey, 1954 - フィリピン
- Symphoromyia Frauenfeld, 1867 - 新北区、旧北区